# Muséum d'histoire naturelle de Caen
Le muséum d’histoire naturelle de Caen est un ancien musée d'histoire naturelle situé à Caen, dans le département du Calvados et la région de Normandie.

## Histoire

### De la création à la destruction du museum
Le musée est fondé en 1823 aux frais de Henry de Magneville. Les collections sont enrichies par les dépôts de la Société linnéenne de Normandie, instituée la même année par Arcisse de Caumont. En 1825, le musée reçoit la collection de Jean Vincent Félix Lamouroux et en 1842 Arcisse de Caumont fait un don.
Le musée est tout d'abord situé dans une aile de l'hôtel de ville (ancien séminaire des Eudistes de Caen),. Le musée est transféré dans le palais des facultés de l'Université de Caen. Ce nouveau musée est inauguré le 5 août 1847. Il est alors constitué des collections de la ville et de la faculté des sciences. Jacques-Amand Eudes-Deslongchamps en est le conservateur honorifique. Son fils, Eugène Eudes-Deslongchamps, enrichit les collections avec de belles séries paléontologiques, ethnographiques et ornithologiques (paradisiers, oiseaux-mouches).
La Normandie est alors un des centres névralgiques de la paléontologie française, notamment du fait du dynamisme de la communauté scientifique de Caen, gravitant autour de la société linnéenne. Cette effervescence scientifique encourage la constitution de plusieurs collections paléontologiques par de nombreux amateurs ; pratiquement toutes les grandes collections bas-normandes furent peu à peu acquises et déposées à la Faculté des Sciences de Caen.
Le museum était constitué de : 
- trois salles situées dans l'aile la plus ancienne sur la rue Pasteur et constituant le musée de zoologie ;
- deux salles situées dans l'aile sur la rue aux Namps et constituant le musée de géologie ;
- un couloir au premier étage de l'aile sur la rue Pasteur, accueillant la collection de minéralogie[7].

Les salles de géologie étaient éclairées par de grandes verrières zénithales. 
En 1944, pendant la bataille de Caen, le palais de l'Université est détruit et une grande partie des riches collections est perdue.

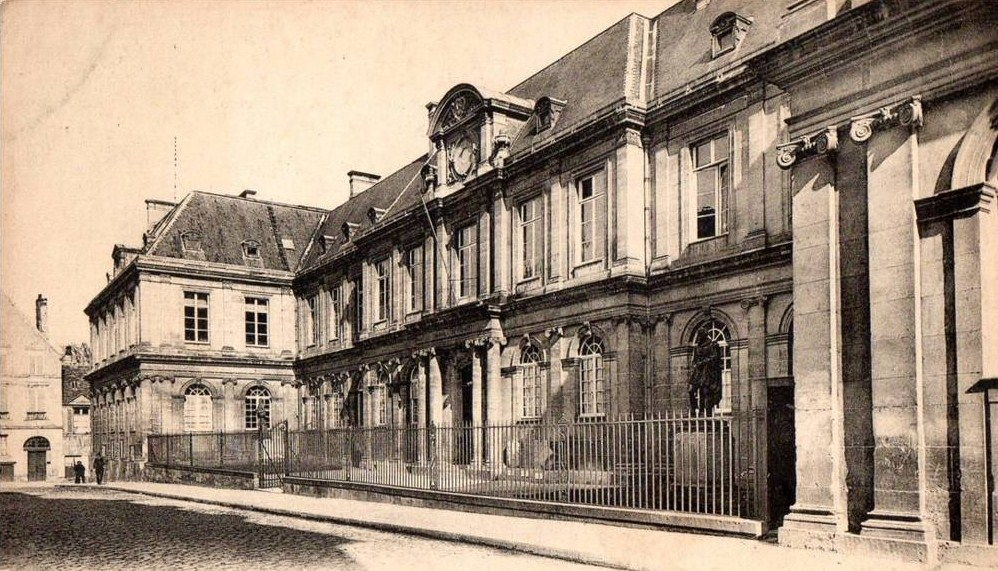
Le Palais des facultés, qui abritait notamment le muséum.

### Vers un nouveau museum?
En 1974, le musée d'Initiation à la nature, petit musée consacré à l'écologie, est créé dans les jardins de l'abbaye aux Hommes. En 2016, le Groupe ornithologique normand (GONm) acquiert une quarantaine de pièces d’une collection normande d’ornithologie, baptisée Le Dart. En 2018, cette collection est mise à disposition du Centre Permanent d'Initiatives pour l’Environnement (CPIE) qui gère le musée d'Initiation à la nature. La ville de Caen fournit un local pour entreposer cette collection. Si elle réfléchit à différents sites (CPIE, jardin des plantes de Caen ou Colline aux Oiseaux ) pour mieux mettre en valeur cette collection, elle n'envisage toutefois pas de recréer un nouveau musée d'histoire naturelle.
Le 22 mai 2012, est inauguré sur le campus 1 l'espace muséologique de géologie où est exposée une partie de la riche collection de géologie et de fossiles de l'Université de Caen-Normandie.

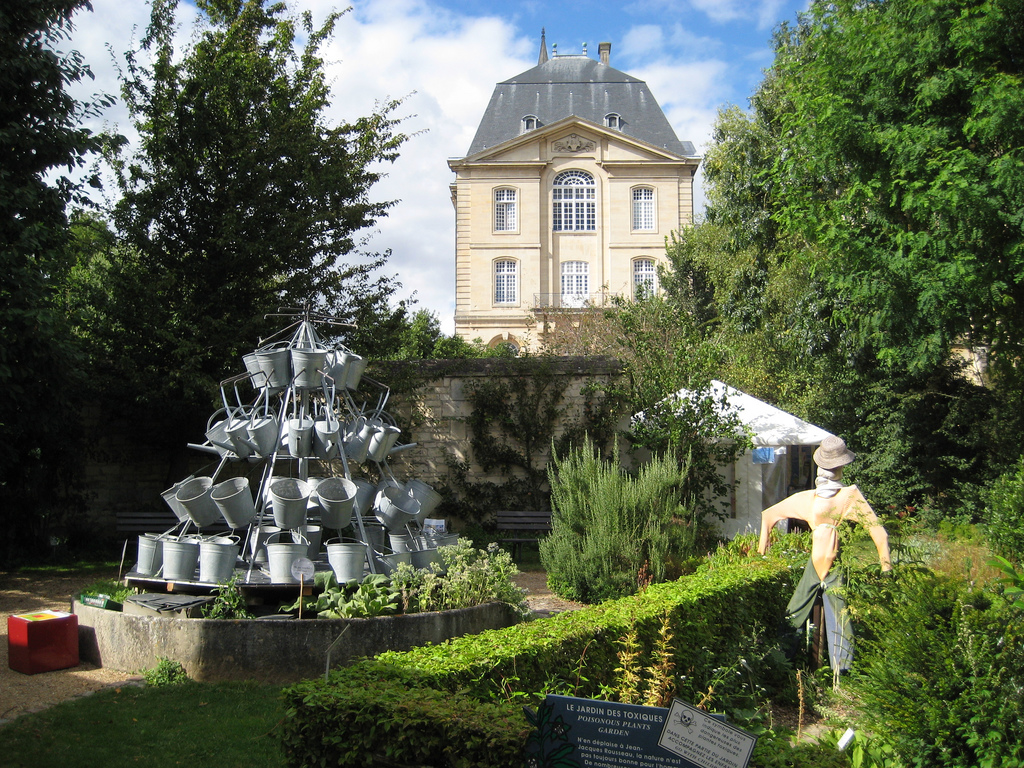
Musée d'Initiation à la nature